# Ron Kovic
Ronald Kovic, dit Ron Kovic, né le 4 juillet 1946, est un militant pacifiste américain ; revenu paralysé de la guerre du Viêt Nam, il s'engage ensuite contre le conflit.
Il est notamment connu pour avoir publié en 1976 un livre de mémoires, intitulé Born on the Fourth of July, qui fut récompensé par un prix Academy Award. Ce livre a inspiré le film Né un 4 juillet, réalisé par Oliver Stone, avec Tom Cruise dans le rôle de Kovic. Ron Kovic reçut un Golden Globe du meilleur scénario, le 20 janvier 1990, exactement 22 ans après le jour où il fut blessé au Viêt Nam.

## Biographie

### Jeunesse
Ronald Lawrence Kovic est né à Ladysmith, Wisconsin et grandit à Massapequa, dans une famille catholique romaine. Son père était croate  et sa mère irlandaise. Inspiré par les mots du président John F. Kennedy, « Ne demandez pas ce que votre pays peut faire pour vous, demandez vous ce que vous pouvez faire pour votre pays » (« Ask not what your country can do for you; ask what you can do for your country »), il rejoint le corps des Marines (United States Marine Corps) après ses études supérieures en septembre 1964 et fut assigné au Marine Corps Recruit Depot Parris Island en Caroline du Sud, pour 12 semaines d'entraînement intensif. Kovic  fut ensuite envoyé à l'école d'infanterie des Marines au Camp Lejeune, Caroline du Nord, pour un entraînement approfondi au combat. Il rentra à son domicile à  Massapequa en décembre 1964, juste le temps des fêtes de Noël. Après plusieurs semaines de permission, Kovic  fut assigné au  Marine Corps Barracks à Norfolk (Virginie), où il fit acte de présence à l'école des radios et étudia les techniques de communication, et en particulier le morse. Il fut ensuite assigné au camp du 2e bataillon d'artillerie, Camp Lejeune, Caroline du Nord.

### Service au Viêt Nam et blessure

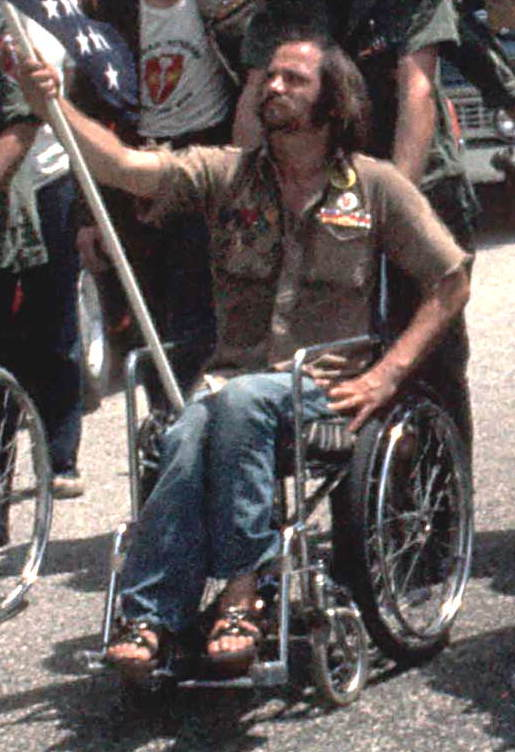
Convention nationale républicaine de 1972

Il fut volontaire pour sa première affectation et fut déployé au Viêt Nam en décembre 1965  comme membre  du 3e bataillon des Marines. En juin 1966, Il fut volontaire  pour les patrouilles de reconnaissance et participa à 22 reprises à des reconnaissances prolongées en territoire ennemi. Il rentra chez lui le 15 janvier 1967 après 13 mois d'activité et fut assigné au 2nd Marine Aircraft Wing à Cherry Point. Plusieurs mois après, il fut volontaire pour repartir au Viêt Nam une seconde fois. Il fut décoré pour avoir servi deux fois lors de la guerre du Viêt Nam, avec la médaille de bronze. En octobre 1967, Kovic toucha et tua accidentellement l'un de ses collègues, quand une unité embusquée des Vietcong leur tendit un guet-apens près d'un village le long de la rivière Cua. Le 20 janvier 1968, en menant une attaque sur un village juste au nord de la rivière Cua dans la zone démilitarisée du Viêt Nam, il fut touché alors qu'il menait son unité à travers une zone découverte. Il fut atteint une première fois au pied, qui se mit à saigner abondamment, et de nouveau  à l'épaule droite, souffrant d'un pneumothorax  et fut atteint à la moelle épinière, ce qui le laissa paralysé à partir de la poitrine. Le premier marine qui tenta de le sauver fut tué d'une balle dans le cœur et un deuxième marine réussit à le trainer en sécurité sous le feu nourri de l'ennemi. Kovic apprit plus tard que ce second marine avait été tué dans l'après-midi. Il passa ensuite une semaine dans une unité de soins intensifs d'un hôpital de campagne à Da Nang.

### Activité récente
Le 20 janvier 2008, Kovic célébra le 40e anniversaire depuis sa blessure et sa paralysie à la suite de la guerre du Viêt Nam. Kovic, en mars 2005, dit : « La cicatrice sera toujours là, un souvenir vivant de cette guerre, mais c'est devenu quelque chose de plus beau maintenant, un objet de croyance et de foi, d'espoir et d'amour. J'ai eu l'occasion de me déplacer à travers la nuit noire de l'âme jusqu'à une nouvelle plage pour gagner en compréhension, en connaissance et  une vision entièrement différente. Je crois maintenant que j'ai souffert pour une raison et en de nombreuses manières, j'ai trouvé  la raison de mon engagement pour la paix et la non-violence. Ma vie a été une bénédiction malgré la douleur et les grandes difficultés que mon handicap continue de m'amener. C'est une bénédiction que de pouvoir parler au nom de la paix, et d'atteindre un si grand nombre de  personnes ». Le 8 avril 2009, Kovic s'associa au député britannique George Galloway pour lancer Viva Palestina USA, une  branche américaine de Viva Palestina.

## Publication
- Born on the Fourth of July, 1976  (ISBN 9781888451788)

## Postérité

### Influence
Bruce Springsteen a écrit la musique de la chanson Shut Out The Light après avoir lu les mémoires de Kovic et l'a rencontré par la suite. Le chanteur folk Tom Paxton a écrit la chanson Born on the Fourth of July, qui est sur son album New Songs from the Briarpatch. L'actrice Jane Fonda, récompensée par un Oscar, a fait état du fait que l'histoire de Ron Kovic était aussi l'inspiration de son film Le Retour.

## Dans la culture
Films
- 1973 - Operation Last Patrol. dirigé par  Frank Cavestani et Catherine Leroy.
- 1989 - Né un 4 juillet dirigé par Oliver Stone.

### Filmographie
Interviews :
1977 - Ron Kovic - Warum verschwindest du nicht?, un portrait de Georg Stefan Troller pour la télévision allemande
- 2005 - One Bright Shining Moment: The Forgotten Summer of George McGovern. dirigé par Stephen Vittoria.
- 2006 - The U.S. vs. John Lennon. Dirigé par  David Leaf (en) et John Scheinfeld.